# Zwartkophoningvogel
De zwartkophoningvogel (Prionochilus thoracicus) is een zangvogel uit de familie Dicaeidae (bastaardhoningvogels).

## Herkenning
De vogel is 9,5 tot 10 cm lang. Het zijn net als de honingzuigers kleine beweeglijke vogeltjes, maar dan met een kortere, dikkere snavel. Het mannetje heeft een zwarte kop met een kleine rode stip op de kruin. De mantel is geelgroen en de vleugels donker met gele uiteinden. De keel en de borst zijn rood, omlijst door een zwarte rand en daaronder zijn de buik en de onderstaartdekveren weer geel. Het vrouwtje is doffer, overwegend grijs en olijfgroen, van onder lichter. Verder mist zij het zwart en het rood.

## Verspreiding en leefgebied
Deze soort komt voor in Zuid-Thailand, het schiereiland Malakka, Sumatra, Lingga, Belitung en het hele eiland Borneo.
Het leefgebied bestaat uit bosgebieden, zowel moerasbos als secundair bos en droog bos tot op 1280 m boven zeeniveau.

## Status
De zwartkophoningvogel heeft een groot verspreidingsgebied en daardoor is de kans op de status  kwetsbaar (voor uitsterven) niet zo groot. De grootte van de wereldpopulatie is niet gekwantificeerd. Maar binnen dit verspreidingsgebied is de omvang van de ontbossing zo groot dat dit invloed moet hebben op de populatiegrootte. Om deze redenen staat deze honingvogel als gevoelig op de Rode Lijst van de IUCN.